# Tom Van Arsdale
 (décembre 2023).
Si vous disposez d'ouvrages ou d'articles de référence ou si vous connaissez des sites web de qualité traitant du thème abordé ici, merci de compléter l'article en donnant les références utiles à sa vérifiabilité et en les liant à la section « Notes et références ».
Thomas Arthur « Tom » Van Arsdale (né le 22 février 1943 à Indianapolis, Indiana) est un joueur américain de basket-ball. 

## Biographie
À sa sortie du lycée Emmerich Manual d'Indianapolis, il intègre l'université de l'Indiana. Évoluant au poste de meneur de jeu, Van Arsdale fut sélectionné par les Detroit Pistons au 2e tour de la draft 1965. Il fut nommé dans la All-Rookie Team en 1966, en compagnie de son frère Dick Van Arsdale. Tom Van Arsdale joua 12 saisons en NBA : avec les Pistons de Détroit, les Royals de Cincinnati, les Kings de Kansas City, les 76ers de Philadelphie, les Hawks d'Atlanta et les Suns de Phoenix.
Van Arsdale, All-Star à trois reprises, fut l'un des meilleurs tireurs de lancers-francs de la NBA. Il arrêta sa carrière en 1977. Il détient toujours le record de matchs joués en carrière sans avoir disputé une seule rencontre de playoffs. Van Arsdale a joué 929 matchs sans avoir disputé un seul match de post-saison. Il est également le joueur ayant inscrit le plus de points en carrière (14 232 points) sans avoir jamais joué un match de playoffs.
Il est le frère jumeau de Dick Van Arsdale. Ils ont joué ensemble lors de la saison 1976-1977, qui fut d'ailleurs la dernière saison de leur carrière.